# أسماك مخاطية
المُخاطيَّات أو الأسماك المخاطية أو الجِرِّيث أو البوريات (الاسم العلمي: Myxinidae) هي فصيلة من اللافكيات تتبع رتبة ماخطات الشكل من طائفة مستديرات الفم.، هي حيوانات بحرية تشبه ثعبان البحر وتنتج المخاط (ويطلق عليها في بعض الأحيان اسم ثعبان البحر المخاطي). وهي الحيوانات الوحيدة المعرفة والتي تعيش على وجه الأرض وتمتلك جمجمة لكنها لا تمتلك عمودًا فقريًا. وبالإضافة إلى سمك الأنقليس فإن الأسماك المخاطية لا تحتوي على فك، وهي عبارة عن حفريات حية، وتعد الأسماك المخاطية أساسية بالنسبة لدراسة الفقاريات حيث لا زالت الأسماك المخاطية الحية تأخذ نفس شكل الأسماك المخاطية التي كان موجودة منذ 300 مليون سنة مضت.
وكان تصنيف الأسماك المخاطية مثارًا للجدل. وتكمن المشكلة في تحديد هل الأسماك المخاطية في حد ذاته تابعة للأسماك الفقارية (حيث ترتبط بشكل كبير للغاية بأسماك الأنقليس) أو أنها تمثل مرحلة تسبق تطور العمود الفقري (كما هو الحال مع سمك الرميح). ويقوم النظام الأصلي بتجميع الأسماك المخاطية والأنقليس معًا تحت أصنوفة مستديرات الفم (أو بشكل تاريخي أصنوفة اللافكيات) على أنها أقدم فرع حيوي مازال موجودًا من الفقاريات بالإضافة إلى الفكيات (وهي الفقاريات ذات الفك المنتشرة حاليًا في كل مكان). وقد اقترح نظامًا بديلاً أن الفقاريات ذات الفك ترتبط بشكل أكبر بالأنقليس من ارتباطها بالأسماك المخاطية (أي أن الفقاريات تشتمل على الأنقليس ولكنها لا تشتمل على الأسماك المخاطية)، وقام بتقديم القحفيات لتجميع الفقاريات التي تشبه الأسماك المخاطية. وقد دعمت أدلة حديثة معتمدة على الحمض النووي DNA النظام الأصلي.

## التصنيف
- أصنوفة الماخطات
  - رتبة ماخطات الشكل
    - جنس †شبيهة الماخطة
      - نوع †شبيهة الماخطة السيروكية

    - فصيلة الأسماك المخاطية
      - أسرة الماخطاوات
        - جنس الماخطة الخيطية
        - جنس الماخطة الحديثة
        - جنس الماخطة الظهرية

      - أسرة ماخطاوات سباعية الثغور
        - جنس سباعي الثغور

      - أسرة الماخطاوات المتوردة
        - جنس الماخطة المتوردة

## كتابات أخرى
- Bardack, D. (1991). First fossil hagfish (Myxinoidea): a record from the Pennsylvanian of Illinois. Science, 254, 701-703.
- Bardack, D., and Richardson, E. S. Jr. (1977). New agnathous fishes from the Pennsylvanian of Illinois. Fieldiana: Geology, 33, 489-510.
- Brodal, A. and Fänge, R. (ed.) (1963). The Biology of Myxine, Universitetsforlaget, Oslo.
- Fernholm, B. and Holmberg, K. (1975). The eyes in three genera of hagfish (Eptatretus, Paramyxine and Myxine) - A case of degenerative evolution. Vision Research, 15, 253-259.
- Hardisty, M. W. (1982). Lampreys and hagfishes: Analysis of cyclostome relationships. In The Biology of Lampreys, (ed. M. W. Hardisty and I. C. Potter), Vol.4B, pp. 165–259. Academic Press, London.
- Janvier, P. (1996). Early vertebrates. Oxford Monographs in Geology and Geophysics, 33, Oxford University Press, Oxford.
- Marinelli, W. and Strenger, A. (1956). Vergleichende Anatomie und Morphologie der Wirberltiere. Myxine glutinosa. Franz Deuticke, Vienna.
- Yalden, D.W. (1985). Feeding mechanisms as evidence for cyclostome monophyly. Zoological Journal of the Linnean Society. 84, 291-300.
- Stock, D. W. and Whitt, G. S. (1992). Evidence from 18S ribosomal RNA that lampreys and hagfishes form a natural group. Science, 257, 787-789.

## وصلات خارجية
- FishBase entry for Myxinidae
- OceanLink description of hagfish
- Tree of life illustration showing hagfish's relation to other organisms
- YouTube 5+ minute video of Scripps scientist/diver on hagfish على يوتيوب
- Metacafe video of a University of Alberta grad student showing slime production of hagfish while in Bamfield, British Columbia
- Beware the hagfish - repeller of sharks 3 News, 28 Oct 2011. Video.